# 카네코 아야노
카네코 아야노(1993년 1월 3일-)는 일본의 여성 가수, 작사가, 작곡가다. 카나가와 현 요코하마시에서 태어났다.
해피엔드(はっぴいえんど), 타마(たま), 챗몬치, 마치다 코우(町田康) 등에 영향을 받아 고등학교 후반 무렵에 작사와 작곡을 시작했다. 대학생 시절에 동기의 오리지널 곡을 듣게 된 후 앨범 제작과 라이브 출연을 진행하며 뮤지션으로서의 활동을 시작하였다.
2012년 5월, 미니 앨범 '인세생활(印税生活)'을 직접 만들어 판매. 
2012년 6월, SCANDAL의 도쿄 투어 오프닝 무대에 발탁 돼, 첫 정규 라이브를 Zepp Tokyo에서 하게 되었다, 그 후에도 도쿄의 시부야와 시모키타자와의 라이브 하우스를 중심으로 솔로 및 밴드 세트로 라이브 활동을 펼쳤다.
2013년 2월, 음악(?)이 공연 '소라오의 세계'에 테마 곡으로 발탁. 또한 공연에서 소라오의 어린 시절 역을 연기하여 연기자 데뷔를 하였다.